# Ennetmoos
Ennetmoos é uma comuna da Suíça, no Cantão Nidwald, com cerca de 1.929 habitantes. Estende-se por uma área de 14,95 km², de densidade populacional de 129 hab/km². Confina com as seguintes comunas: Alpnach (OW), Dallenwil, Kerns (OW), Stans, Stansstad.
A língua oficial nesta comuna é o Alemão.